# ルジェフ公
ルジェフ公（ロシア語: Князь Ржевский）は、ルジェフ公国の君主の称号である（「公」はクニャージからの訳出による）。君主号・公国の名は、その首都だったルジェフによる。

## ルジェフ公の一覧
括弧内はルジェフ公位への在位年。
トロペツ公家系（ヤロスラフ以降は仮説）
- ウラジーミル・ムスチスラヴィチ(ru)（? - 1226年）
- ヤロスラフ・ウラジミロヴィチ
- ヤロポルク(?)・ヤロスラヴィチ

フォミン公家系
- ユーリー・コンスタンチノヴィチ
- フョードル・ユーリエヴィチ(ru)（? - 1315年?）
- フョードル・コンスタンチノヴィチ(ru)
- フョードル・フョードロヴィチ(ru)（? - 1315年）

ルジェフ公国がモスクワ大公国領となって公位は消滅し、子孫はルジェフスキー家(ru)として存続した。なお、トロペツ公家系、フォミン公家系は共にスモレンスク公家（スモレンスク・ロスチスラフ家(ru)）に連なるリューリク朝の一系統である。